# General Caballero SC
Club General Caballero de Zeballos Cué jest paragwajskim klubem z siedzibą w mieście Asunción w dzielnicy Zeballos Cué.

## Osiągnięcia
- Mistrz drugiej ligi paragwajskiej (Segunda división paraguaya) (5): 1923, 1928, 1962, 1970, 1986
- Mistrz trzeciej ligi (Primera de Ascenso) (2): 1993, 2000

## Historia
Klub założony został 6 września 1918 roku pod nazwą Club Deportivo Meilicke. W 1923 roku klub zmienił nazwę na Club General Caballero, a inspiracją dla nowej nazwy klubu był bohater narodowy Paragwaju generał, a później prezydent kraju Bernardino Caballero. W roku 2005 klub spadł z pierwszej ligi (Primera división paraguaya) i w sezonie 2006 gra w drugiej lidze (Segunda división paraguaya).